# Boresch V. von Riesenburg und Petschau
Boresch V. von Riesenburg (auch Boresch V. der Ältere, tschechisch Boreš V. z Rýzmburka) († 1385) war ein böhmischer Adeliger aus dem Geschlecht der Riesenburger und politischer Berater des Kaisers Karl IV.

## Person
Vermutlich wurde Boresch von den Zisterziensern in Ossegg ausgebildet, wo er auch die deutsche Sprache erlernte. Daneben sprach er auch Tschechisch, worauf seine spätere Tätigkeit als Hofrichter hinweist. Auch Latein dürfte ihm nicht fremd gewesen sein, da er immer wieder als Botschafter zu Verhandlungen mit Vertretern der Kirche gesandt wurde. Dass er mit päpstlichen Gesandten und mit Herrschern diplomatische Beziehungen unterhielt, weist auch darauf hin, dass er intellektuell anspruchsvollen Aufgaben gewachsen und wohl auch rhetorisch begabt war. Boresch war ein dem Kaiser treu ergebener, tüchtiger und qualifizierter Hofdiener und Administrator. Er machte sich zu Beginn seiner Karriere als Hofrichter einen Namen, gewann das Vertrauen des Kaisers und wurde zu seinem unentbehrlichen Berater. Er widmete sich mit großer Sorgfalt der Entwicklung seiner Städte und stattete sie mit Rechten aus.

## Politische Laufbahn
Nach etwa hundert Jahren Abstinenz vom königlichen Hof, ausgenommen des kurzen Aufenthalts des Boresch II. von Riesenburg 1291, kehrte die Familie in wichtige politische Funktionen zurück.
Seit 1360 begleitete Boresch den Kaiser immer wieder auf seinen Reisen, diente ihm als Berater und übernahm wichtige politische Aufgaben und Funktionen. Die erste Reise führte ihn nach Nürnberg, wo er als Zeuge bei der Unterzeichnung eines Vertrags diente. Im gleichen Jahr wurde er zum Hofrichter ernannt. 1364 weilte Boresch mit dem kaiserlichen Hof auf seiner Burg Karlštejn. Im Frühjahr 1365 begleitete er den Monarchen als sein Berater nach Avignon und im Herbst war er bei Verhandlungen mit dem päpstlichen Sekretär Francesco Brunin von Florenz zugegen. Es folgten im Spätherbst Reisen nach Brünn und Budin. Nach seiner Rückkehr erfolgte eine zeitbegrenzte Ernennung zum Kämmerermeister.
Nach dem Tod seiner Frau verbrachte Boresch noch mehr Zeit auf dem königlichen Hof. Im gleichen Jahr trat er als Relator bei der Gestaltung des Vertrags der Freistadt Lübeck in Nürnberg auf. Er organisierte die Hochzeit der Nichte des Kaisers Elisabeth von Mähren mit dem Meißner Markgrafen Wilhelm und reiste anschließend mit Karl nach Rom.
Es folgten die Ernennung zum Hauptmann der böhmischen Pfalz und weitere Reisen nach Nürnberg zu Verhandlungen über den Landfrieden mit Frankreich. Immer wieder redigierte er kaiserliche Verträge, wie die von Schweinfurt, Nürnberg oder Eger. Ende 1370 gelang es ihm, im Namen des Kaisers einen Friedensvertrag mit Frankreich zustande zu bringen.
1371 begleitete er Peter Jelito, Bischof von Leitomischl, als Botschafter des Kaisers nach Avignon. Nach seiner Rückkehr ging es mit dem Kaiser weiter nach Breslau und Görlitz.
1372 führte ihn die kaiserliche Reise nach Mainz. Dort bekam er die Aufgabe, für Ruhe in der Gegend zu sorgen, die von raubenden Söldnerbanden überfallen wurde.
Im Frühjahr 1373 verhandelte Boresch gemeinsam mit Těma z Koldic im kaiserlichen Namen mit Städten in Oberschwaben, reiste in die Pfalz und wurde zum Hauptmann von Bayern und Eger ernannt. In dieser Funktion veröffentlichte er ein Schriftstück, in dem er die böhmische Pfalz aufteilte. Ein Teil blieb in der Hand des Kaisers, der Rest (Land zu Sulzbach) wurde dem Brandenburger Markgrafen Otto verpfändet, denn der Kaiser benötigte flüssige Mittel für weitere Expansion. Währenddessen musste Boresch seinen Sitz als Landeshauptmann nach Auerbach verlegen.
1374 fungierte er wieder als Relator in Augsburg und begleitete den Kaiser im Herbst ins Reich. Im Mai 1375 nahm er mit dem Kaiser an Verhandlungen über die Kandidatur des Albrecht von Mecklenburg für den dänischen Thron in Weiden teil.
Im August 1378 war Boresch dabei, als Karl und sein Sohn Wenzel in Nürnberg Landfrieden schlossen. Die Interessen der böhmischen Besitzungen in Frankreich und Bayern wurden dabei von Boresch vertreten. Nach dieser diplomatischen Reise und dem Tod des Kaisers zog er sich immer mehr ins Privatleben zurück. Ein letzter Nachweis einer öffentlichen Handlung stammt aus dem Jahr 1381. Damals nahm er als Beisitzer an einer Verhandlung des Landesgerichts teil.

## Konsolidierung des Vermögens
Der Sohn des Boresch IV. verlagerte Mitte des 14. Jahrhunderts gemeinsam mit seinem Bruder Slauko V. die Interessensgebiete von Nord- nach Westböhmen in die Region Luditz und Tepl. Ihre erste Tat war die Erteilung von Stadtrechten durch den Vertrag von Petschau an die Bürger von Buchau. Danach verkauften sie die sächsischen Dörfer Hartmannsdorf, Ammelsdorf und „Hasilburn“ (wohl Haselbrunn bei Plauen) dem Meißner Burggrafen Meinhart oder Meinher, dem Herrn auf Frauenstein aus dem Geschlecht der Meinheringer. Die restlichen Höfe in Sachsen gingen 1352 an die Adelsfamilie Schönberg.
1354 erteilte ihnen König Karl IV. das Recht des freien Bergbaus, zunächst für zwölf Jahre. Spätestens ab diesem Zeitpunkt wurde neben Riesenburg auch die Festung Petschau ihre zweite Residenz, von der aus sie ihre Geschäfte verwalteten. Gleichzeitig kam es auch zur Trennung des Vermögens der Brüder. Boresch verwendete danach teilweise das Prädikat von Riesenburg und Petschau, während sich Slauko weiterhin von Riesenburg bezeichnete.
Die Riesenburger kamen auch wieder zu einem gewissen Wohlstand, wie die vergebenen Patronate an Kirchen und neu gegründete Siedlungen bezeugen. Nach der Trennung des Vermögens behielt Boresch Buchau, Schlaggenwald, Petschau, Sangerberg und Luditz.
1362 bekamen sie vom Kaiser das Zollrecht für Luditz zugesprochen. In den 1370er Jahren konnte Boresch sein Vermögen mit des Kaisers Lehen Obersandau und Untersandau erweitern. 1371 wurde er zum Kanoniker in Mainz ernannt. Der angehäufte Reichtum führte dazu, dass sich der Riesenburger wieder stärker als Gönner der Kirche einen Namen machte. 1372 trat er als Patron der Kirche in Sangerberg auf. 1373 kaufte er den Herren von Hertenberg Königswart ab, 1374 erhielt er vom Kaiser die Erlaubnis, die Ruinen von Sandau abzureißen und unterhalb der Feste Amonsgrün ein neues Städtchen zu bauen.
1375 trat er als Fundator (Gründer) und Stifter der Kirche in Luditz und weiterer, inzwischen nicht mehr existierender Dörfer auf. 1379 kaufte er Burg und Dorf Hrádek u Štědré und weilte ab diesem Zeitpunkt vermutlich auf seiner Burg Borschengrün.

## Familienverhältnisse
Boresch war mit Sophie verheiratet, die 5. August 1366 starb. Mit ihr hatte er vier Söhne: Boresch VII. der Ältere († vor 1414), Boresch IX. der Jüngere († 1403), Boresch XI. der Jüngste und Boresch XII., Komendator der Johanniter in Manetin.